# Derby du Nord
Pour les articles homonymes, voir Derby du Nord (homonymie).
Le derby du Nord est le nom couramment donné à une rencontre de football opposant le Racing Club de Lens, club minier et à la ferveur populaire, à l'Olympique lillois jusqu'en 1944 puis au LOSC Lille, club de la grande métropole lilloise.
La distinction sociologique entre supporters racingmen, réputés ouvriers, et supporters loscistes, issus d'une ville plus bourgeoise, n'existe pas dans les faits, comme l'a démontré le sociologue William Nuyttens. Si l'on peut faire une différence entre les deux publics, elle se situe plus sûrement sur un critère géographique : le RC Lens attire à lui un public issu de toute la région Nord-Pas-de-Calais et même de Picardie, alors que les supporters des Dogues sont globalement originaires de la métropole lilloise.
Le bilan sportif est légèrement à l'avantage du club lillois, qui compte huit victoires de plus que son rival et qui possède un palmarès plus garni.
Ce derby permet à l'équipe qui le remporte de revendiquer une « suprématie régionale » constamment remise en jeu. La rencontre a donné parfois lieu à des débordements entre supporters dans les tribunes ou autour du stade. Néanmoins, la plupart du temps, la confrontation en reste au stade des railleries, plus ou moins insultantes.
La rencontre est parfois également l'occasion pour l'équipe qui se situe derrière au classement de retrouver une certaine cote auprès de ses supporters et de sauver sa saison. Les deux clubs se sont en effet rarement trouvés au sommet du championnat en même temps : ce n'est arrivé que dans les années 2000. Il s'agit donc avant tout d'une suprématie régionale qui se joue dans ce derby et non nationale.
Même si Lens se situe dans le département du Pas-de-Calais, la rencontre avec Lille est appelée « Derby du Nord » malgré la présence de Valenciennes qui fait partie, comme Lille, du département du Nord. Le club valenciennois ayant été moins présent en première division que ses rivaux régionaux, les rencontres Lille - Valenciennes ou Lens - Valenciennes ne constituent pas vraiment des classiques comme peuvent l'être les Lille - Lens. À noter que les deux villes ne sont distantes que de 36 km.

## Historique

### Les premiers derbies avant la création du LOSC (1937-1939)
Avant la création du LOSC en 1944, le Racing Club de Lens a affronté à plusieurs reprises l'Olympique lillois et le SC Fives en première division, de 1937 à 1939. Ces rencontres étaient attendues par les supporters. Sept de ces huit rencontres ont abouti à une victoire de l'équipe à domicile.
| Date              | N°  | Rencontre                   | Score | Compétition                        | Stades                             | Affluences | Buteurs lensois                  | Buteurs lillois       |
| ----------------- | --- | --------------------------- | ----- | ---------------------------------- | ---------------------------------- | ---------- | -------------------------------- | --------------------- |
| 12 septembre 1937 | 1er | SC Fives - RC Lens          | 2 - 1 | Division 1 1937-1938 - 4e journée  | Stade Felix Virnot (Jules-Lemaire) | 5 000      | Dembicki                         | Guimbard, Perlic      |
| 11 décembre 1937  | 2e  | RC Lens - Olympique lillois | 2 - 1 | Division 1 1937-1938 - 15e journée | Stade Félix Bollaert               | 8 000      | Spechtl, Laczny                  | Winckelmans           |
| 13 février 1938   | 3e  | RC Lens - SC Fives          | 3 - 2 | Division 1 1937-1938 - 19e journée | Stade Félix Bollaert               | 5 000      | Dembicki (x2), Spechtl           | Perlic, Saint-Pé      |
| 8 mai 1938        | 4e  | Olympique lillois - RC Lens | 3 - 0 | Division 1 1937-1938 - 30e journée | Stade Victor-Boucquey              | 5 000      | X                                | Szabo, Snella, Ortin  |
| 11 septembre 1938 | 5e  | Olympique lillois - RC Lens | 2 - 0 | Division 1 1938-1939 - 2e journée  | Stade Victor-Boucquey              | 8 000      | X                                | Delannoy, Marek (csc) |
| 15 janvier 1939   | 6e  | RC Lens - Olympique lillois | 3 - 1 | Division 1 1938-1939 - 17e journée | Stade Félix Bollaert               | 7 000      | Dembicki (x2), Ourdouillié       | Kalocsai              |
| 26 février 1939   | 7e  | SC Fives - RC Lens          | 0 - 4 | Division 1 1938-1939 - 20e journée | Stade Jules-Lemaire                | 4 000      | Ourdouillié, Smid, François (x2) | X                     |
| 21 mai 1939       | 8e  | RC Lens - SC Fives          | 1 - 0 | Division 1 1938-1939 - 20e journée | Stade Félix Bollaert               | 3 000      | Spechtl                          | X                     |

### Depuis 1945
Durant les années 1990, et face aux difficultés financières rencontrées par les deux entités (11 millions de francs de dettes pour Lens et 50 millions pour Lille), il fut évoqué une possible fusion des deux clubs. Le président Gervais Martel (RCL) s'était alors déclaré favorable à cette possibilité, au contraire du président Paul Besson (LOSC) qui démissionna. Devant les dettes du LOSC, Pierre Mauroy n'était pas hostile à cette solution, « dans la mesure où toutes les autres auraient échoué ». Pendant un temps, l'USVA, par la voix de Jean Louis Borloo était également impliquée dans ces tractations. Dans les années 2000, Michel Seydoux, récemment arrivé à la présidence du LOSC, propose à son homologue lensois d'édifier un stade appartenant aux deux clubs entre les deux villes de Lens et Lille. Il n'est pas donné de suite à cette idée.

## Confrontations sportives

### Matchs mémorables

#### Finale de la Coupe de France 1947-1948
Date : 10 mai 1948.   
Score : Lille OSC 3 - 2 RC Lens
Mi-temps : 1 - 1
But : Vandooren (23e), Baratte (52e, 86e) pour Lille 
 Stanis (39e, 77e) pour Lens.
Formation : 4-3-3
Lille OSC : Witkowski - Jadrejak, Prévost, Somerlinck - Dubreucq, Bigot (cap.) - Tempowski, Carré - Vandooren, Baratte, Lechantre 
Entraîneur : André Cheuva
RC Lens : Duffuler - Gouillard, Golinski, Melul - Siklo, Ourdouillié (cap.) - Marresch, Pachurka - Mankowski, Stanis, Habera 
Entraîneur : Nicolas Hibst
Arbitre : Léon Boes
Parcours de Lille : 1/32 : EDS Montluçonnais, 1/16 : Olympique Saint-Quentin, 1/8 : SCO Angers, 1/4 : RC Paris, 1/2 : FC Nancy
Après avoir respectivement éliminé les SR Colmar et le FC Nancy en demi-finale, les deux clubs nordistes se retrouvent en finale de la Coupe de France de football. C'est la deuxième finale 100 % nordiste après celle de 1933. Lens devient également la deuxième équipe de D2 après Charleville en 1936 à atteindre la finale.
Avant-match, le journal sportif France Football fait sa une sur l'événement et titre : « La revanche nordiste : Lille et Lens en finale de Coupe ». Le journal rappelle que le club lillois est vainqueur en 1946 et 1947 et qu'un troisième titre consécutif égalerait le record établi par le Red Star. Lille vit alors une fin de saison difficile, voyant le titre de champion de France lui échapper au profit de l'OM. La finale donne lieu à une grande ambiance de kermesse.
Le LOSC, qui atteint la finale pour la quatrième fois consécutive après une difficile qualification contre Nancy, aligne la même équipe que celle de l'année précédente, à l'exception du gardien. Les deux clubs optent pour une disposition en WM se rapprochant d'un 4-3-3.
Sous les yeux du président Vincent Auriol, les deux formations se livrent à un derby acharné. Ce sont les Lillois qui marquent les premiers, par l'intermédiaire de Roger Vandooren, qui, à la 23e minute, tire de 9 mètres au ras du poteau droit, grâce à une passe décisive de Roger Carré. Le RC Lens égalise à la 39e minute grâce à un tir de six mètres à gauche de Stanis. La mi-temps est donc sifflée sur le score de parité d'un but partout.
Au retour des vestiaires, dès la 52e minute, Jean Baratte redonne l'avantage à son équipe, marquant peu après un tir de Bolek Tempowski boxé par le gardien lensois Georges Duffuler. Une deuxième fois, c'est Stanis qui remet les compteurs à zéro, en égalisant à la 77e, après un corner brossé tiré de la droite. La fin du match est exceptionnelle : les deux équipes luttent pour le titre. La 86e minute voit enfin le match tourner à l'avantage du LOSC lorsque Jean Baratte se démarque et perce la défense lensoise. Après avoir dribblé plusieurs joueurs adverses, il trompe le gardien et inscrit un deuxième but. Le score final est donc 3-2 à l'avantage du LOSC.

### Confrontations entre les deux équipes
Le tableau suivant liste les confrontations officielles entre les deux équipes :

## Statistiques

### Statistiques des confrontations
| Compétition                               | Victoires du LOSC Lille | Matchs nuls | Victoires du RC Lens | Total |
| ----------------------------------------- | ----------------------- | ----------- | -------------------- | ----- |
| Division 1 / Ligue 1                      | 41                      | 32          | 29                   | 102   |
| Division 2 / Ligue 2                      | 2                       | 1           | 3                    | 6     |
| Championnat de France amateur (1948-1970) | 0                       | 1           | 1                    | 2     |
| Coupe de France                           | 6                       | 1           | 3                    | 10    |
| Coupe de la Ligue                         | 0                       | 0           | 1                    | 1     |
| Total                                     | 49                      | 35          | 37                   | 121   |

| Record                                                           | À domicile                                | À domicile                                | À l'extérieur                         | À l'extérieur      |
| Record                                                           | LOSC Lille                                | RC Lens                                   | LOSC Lille                            | RC Lens            |
| ---------------------------------------------------------------- | ----------------------------------------- | ----------------------------------------- | ------------------------------------- | ------------------ |
| Plus large victoire en Division 1 / Ligue 1                      | 5-0 22 octobre 1950                       | 5-3 1er décembre 1979                     | 1-4 18 janvier 1986 11 septembre 2010 | 0-3 4 mai 1982     |
| Plus large victoire en Division 2 / Ligue 2                      | 4-1 2 mai 1971 8 octobre 1972             | 4-1 17 mars 1973                          | -                                     | 0-1 9 octobre 1968 |
| Plus large victoire en Championnat de France amateur (1948-1970) | -                                         | 7-0 17 mai 1970                           | -                                     | -                  |
| Plus large victoire en coupe                                     | 3-1 9 janvier 1949                        | 3-1 8 mai 1981                            | 2-3 (terrain neutre) 10 mai 1948      | -                  |
| Plus grande affluence                                            | 48.527 Stade Pierre Mauroy 9 octobre 2022 | 40.591 Stade Felix-Bollaert 29 avril 2006 | -                                     | -                  |

| Compétition                               | Victoires du LOSC Lille | Matchs nuls | Victoires du RC Lens | Total |
| ----------------------------------------- | ----------------------- | ----------- | -------------------- | ----- |
| Tournoi de la Communauté Urbaine de Lille | 3                       | 0           | 1                    | 4     |
| Coupe de la Ligue 1963-1964               | 0                       | 1           | 1                    | 2     |
| Total                                     | 3                       | 1           | 2                    | 6     |

### Comparaison des titres
| Équipe              | Championnat de France | Championnat de France D2 | Coupe de France | Coupe de la Ligue | Trophée des champions | Coupe Charles Drago |
| ------------------- | --------------------- | ------------------------ | --------------- | ----------------- | --------------------- | ------------------- |
| LOSC Lille          | 4                     | 4                        | 6               | 0                 | 1                     | 0                   |
| Racing Club de Lens | 1                     | 4                        | 0               | 1                 | 0                     | 3                   |

### Série d'invincibilité
| Club                | Du                             | Au                            | Série                |
| LOSC Lille          | 13 août 2006 LOSC 4-0 RCL      | 7 mai 2021 RCL 0-3 LOSC       | 12 matches (9V – 3N) |
| LOSC Lille          | 30 septembre 1951 RCL 0-2 LOSC | 9 septembre 1954 LOSC 3-3 RCL | 7 matches (5V – 2N)  |
| Racing Club de Lens | 13 octobre 1967 LOSC 0-1 RCL   | 6 décembre 1970 RCL 1-0 LOSC  | 7 matches (4V – 3N)  |
| Racing Club de Lens | 16 novembre 1991 RCL 0-0 LOSC  | 29 juillet 1994 RCL 1-1 LOSC  | 7 matches (1V – 6N)  |

## D'un club à l'autre
Beaucoup de joueurs ont fait le chemin entre l'Artois et les Flandres, et inversement. Certains tels que Dagui Bakari ou Pierre-Alain Frau ont même eu la particularité de marquer pour les deux clubs au cours de différents derbies.

### Du LOSC au RC Lens
| Nom                 | Poste     | Lille     | Lille | Lille | Lens      | Lens | Lens |
| Nom                 | Poste     | Carrière  | Apps  | Buts  | Carrière  | Apps | Buts |
| ------------------- | --------- | --------- | ----- | ----- | --------- | ---- | ---- |
| Hervé Koffi         | Gardien   | 2017-2021 | 6     | -     | 2024-     | 2    | -    |
| Jean Onana          | Milieu    | 2020-2021 | 1     | -     | 2022-2023 | 14   | -    |
| Dagui Bakari        | Attaquant | 1999-2002 | 84    | 21    | 2002-2005 | 57   | 6    |
| Antoine Sibierski   | Attaquant | 1992-1996 | 97    | 17    | 2000-2003 | 97   | 23   |
| Pascal Nouma        | Attaquant | 1992-1993 | 22    | 2     | 1998-2000 | 46   | 16   |
| Jean-Claude Nadon   | Gardien   | 1989-1996 | 226   | 0     | 1996-1997 | 15   | 0    |
| Roger Boli          | Attaquant | 1988-1989 | -     | -     | 1989-1996 | -    | -    |
| Bernard Lama        | Gardien   | 1984-1989 | 103   | 1     | 1991-1992 | 36   | 1    |
| Jean-Pierre Mottet  | Gardien   | 1978-1986 | 112   | 0     | 1989-1991 | 43   | 0    |
| René Marsiglia      | Défenseur | 1978-1983 | -     | -     | 1983-1985 | -    | -    |
| Juan Martín Mujica  | Défenseur | 1972-1975 | 41    | 10    | 1975-1978 | 36   | 4    |
| Pierre Lechantre    | Attaquant | 1964-1970 | -     | -     | 1979-1980 | -    | -    |
| René Fatoux         | Attaquant | 1958-1963 | -     | -     | 1963-1964 | -    | -    |
| Enzo Zamparini      | Défenseur | 1955-1962 | 181   | 6     | 1962-1966 | 88   | 2    |
| Guillaume Bieganski | Défenseur | 1951-1959 | ?     | ?     | 1959-1963 | ?    | ?    |
| Fernand Devlaminck  | Attaquant | 1956-1959 | ?     | ?     | 1960-1961 | ?    | ?    |
| Wilhelm Van Lent    | Attaquant | 1949-1951 | ?     | ?     | 1951-1954 | ?    | ?    |

### Du RC Lens au LOSC
| Nom                   | Poste     | Lens      | Lens | Lens | Lille     | Lille | Lille |
| Nom                   | Poste     | Carrière  | Apps | Buts | Carrière  | Apps  | Buts  |
| --------------------- | --------- | --------- | ---- | ---- | --------- | ----- | ----- |
| Loïc Rémy             | Attaquant | 2008-2008 | 12   | 4    | 2018-2020 | 50    | 15    |
| Baptiste Guillaume    | Attaquant | 2012-2015 | 33   | 3    | 2015-2017 | 12    | 0     |
| Nolan Roux            | Attaquant | 2004-2009 | 1    | 0    | 2012-2015 | 138   | 37    |
| Pierre-Alain Frau     | Attaquant | 2005-2006 | 22   | 6    | 2008-2011 | 60    | 15    |
| Philippe Brunel       | Milieu    | 1991-2001 | 181  | 11   | 2001-2005 | 129   | 16    |
| Bruno Cheyrou         | Milieu    | 1994-1997 | -    | -    | 1998-2002 | 111   | 31    |
| Thierry Rabat         | Défenseur | 1988-1989 | 26   | 0    | 1995-1997 | 60    | 0     |
| François Brisson      | Attaquant | 1981-1985 | 142  | 41   | 1990-1993 | 88    | 17    |
| Philippe Piette       | Milieu    | 1982-1984 | 72   | 10   | 1985-1986 | 26    | 2     |
| Guy Lacombe           | Attaquant | 1979-1981 | 86   | 16   | 1986-1987 | 23    | 4     |
| Pascal Francoise      | Milieu    | 1976-1981 | ?    | ?    | 1981-1983 | ?     | ?     |
| Jean Luczak           | Défenseur | 1962-1963 | 5    | 0    | 1963-1964 | 15    | 5     |
| Michel Lafranceschina | Attaquant | 1958-1962 | 122  | 46   | 1962-1965 | 62    | 27    |
| Bernard Chiarelli     | Milieu    | 1958-1959 | ?    | ?    | 1959-1962 | ?     | ?     |
| Georges Duffuler      | Gardien   | 1947-1957 | ?    | ?    | 1957-1960 | ?     | ?     |
| Roger Carré           | Milieu    | 1944-1950 | ?    | ?    | 1950-1953 | ?     | ?     |

### Plus d'un mouvement
| Nom             | Poste   | Lille     | Lille | Lille | Lens      | Lens | Lens | Lille     | Lille | Lille |
| Nom             | Poste   | Carrière  | Apps  | Buts  | Carrière  | Apps | Buts | Carrière  | Apps  | Buts  |
| --------------- | ------- | --------- | ----- | ----- | --------- | ---- | ---- | --------- | ----- | ----- |
| Pegguy Arphexad | gardien | 1990-1991 | -     | -     | 1991-1996 | 3    | 0    | 1996-1997 | 2     | 0     |
| Roland Clauws   | Milieu  | 1952-1961 | ?     | ?     | 1961-1962 | 34   | 0    | 1962-1968 | ?     | ?     |

| Nom                | Poste  | Lens      | Lens | Lens | Lille     | Lille | Lille | Lens      | Lens | Lens |
| Nom                | Poste  | Carrière  | Apps | Buts | Carrière  | Apps  | Buts  | Carrière  | Apps | Buts |
| ------------------ | ------ | --------- | ---- | ---- | --------- | ----- | ----- | --------- | ---- | ---- |
| Dominique Leclercq | Milieu | 1976-1980 | ?    | ?    | 1987-1989 | ?     | ?     | 1989-1990 | ?    | ?    |

### Joueur dans un club, puis dans l'encadrement du second
- Chérif Oudjani
- Arnaud Dos Santos
- Eric Assadourian
- Slavoljub Muslin
- Jacques Santini
- Alain Tirloit
- Georges Beaucourt
- Jules Bigot
- Pierre Mankowski
- Jean-Pierre Lauricella
- Pascal Plancque
- Jean-Claude Nadon
- Pierre Dréossi

### Encadrants dans les 2 clubs
- Didier Roudet
- Xavier Thuilot

## En football féminin
Le RC Lens crée sa section féminine en 2020, en fusionnant avec l'Arras FCF. Arras avait déjà disputé, sous les couleurs lensoises, un derby au stade Bollaert le 2 novembre 2019, remporté deux buts à un par les Lilloises. À partir de la saison 2020-2021, Lens et Lille se retrouvent donc tous les deux en Division 2 féminine, mais la saison est arrêtée à cause de la pandémie de Covid-19, et il faut donc attendre le 23 janvier 2022 pour connaître un premier derby du Nord féminin. Grâce à un triplé de Pauline Cousin, le RCL remporte la victoire 3-2, dans un match tendu marqué par l'expulsion de deux Lilloises.
Le 22 janvier 2023, Lens se déplace à Lille pour un derby dont l'enjeu est amplifié par les résultats : le LOSC et le RCL sont respectivement premier et deuxième de leur groupe de D2 et sont donc à la lutte pour la promotion. Les Lilloises déroulent et écrasent la rencontre sur un score de 6 à 1.

## Autour de la rivalité

### Supporters

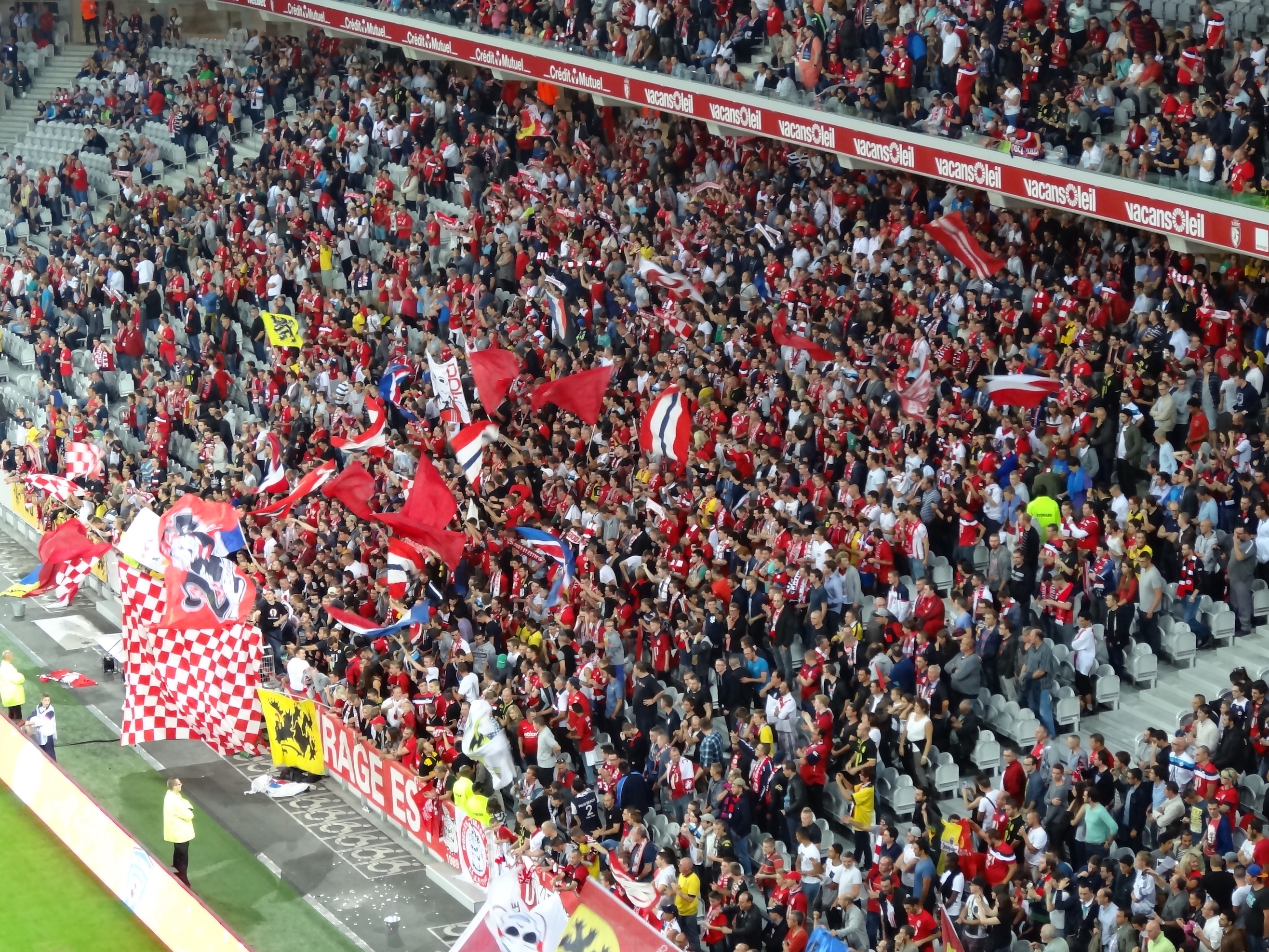
Supporters Lillois.

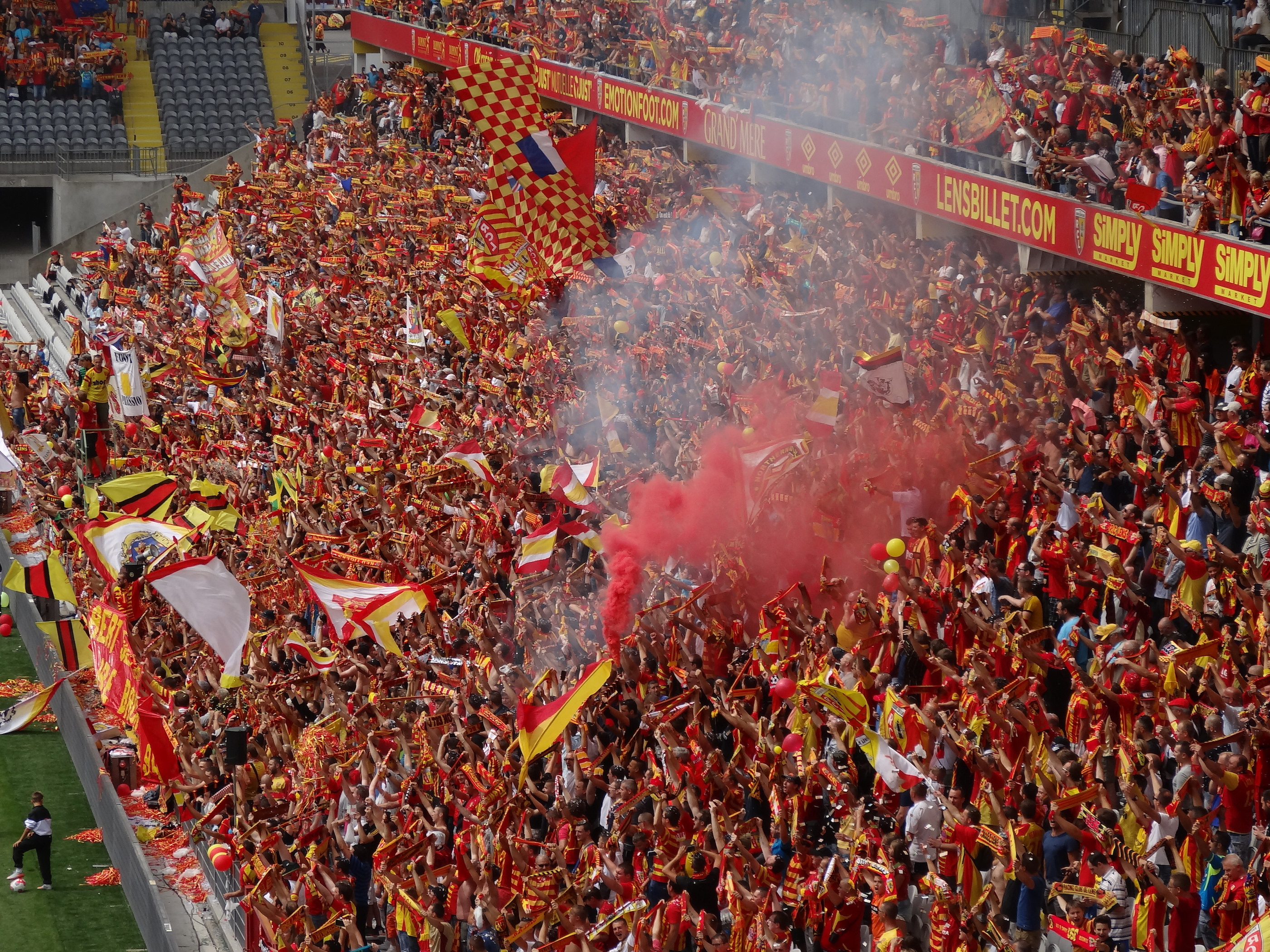
Supporters Lensois.

La rivalité entre les deux camps s'explique en partie par un écart socio-culturel entre les fans des deux équipes. D'un côté, on a une population marquée par l'aventure ouvrière minière. En effet, dans le bassin minier lensois, le football est porteur des valeurs traditionnelles de la classe ouvrière : « solidarité, courage, virilité ». De l'autre côté on retrouve un supporterisme plus urbain, ayant une image plus « bourgeoise ». Ceci se manifeste parfois par des moqueries de la part des Lillois, vis-à-vis des Lensois. En réalité, la distinction sociologique entre supporters racingmen, réputés ouvriers, et supporters loscistes, issus d'une ville plus bourgeoise, n'existe pas dans les faits, comme l'a démontré le sociologue William Nuyttens, la majorité des supportes des deux camps étant d'origine modeste.

### Popularité
Depuis plusieurs années, le journal La Voix du Nord publie un sondage présentant les préférences des habitants du Nord-Pas-de-Calais en matière de football.
Pour la première fois lors du sondage paru en janvier 2012, le LOSC Lille a obtenu un meilleur classement (39 % de préférence) que le Racing Club de Lens (26 %). Ce sondage montre que le LOSC domine son rival lensois dans l'ensemble de la région, à l'exception de l'Artois, et ce sur l'ensemble des catégories d'âge, hormis chez les quadragénaires. Le sondage met en avant la prédominance du LOSC sur les « jeunes » (18/35 ans) du Nord-Pas-de-Calais sur un score de 51 %.
Une inversion des scores a donc lieu depuis 2006, année de commencement de l'enquête, puisque Lens obtenait pour la première fois le chiffre de 51 % tandis que Lille stagnait à 25 %.
En 2010, Le RC Lens était toujours premier avec 40 % de votants en sa faveur et Lille ne comptait que 24 % de préférence, ce qui peut laisser à penser selon Michel Seydoux que c'est davantage le doublé coupe/championnat en 2011 que les résultats en berne du RC Lens durant toute cette période qui ont favorisé ce resserrement.
En 2018, le site officiel de la station de radio France Bleu Nord indique   que pour la saison 2017-2018, le RC Lens a écoulé 10 000 maillots. Pour le LOSC Lille, 30 000 maillots auraient été vendus lors de la même saison. Des chiffres qui peuvent fluctuer de manière importante : 19 000 maillots ont ainsi été vendus lors de la saison 2016/2017 contre 78 000 écoulés après le titre de champion de France en 2011.

### Incidents

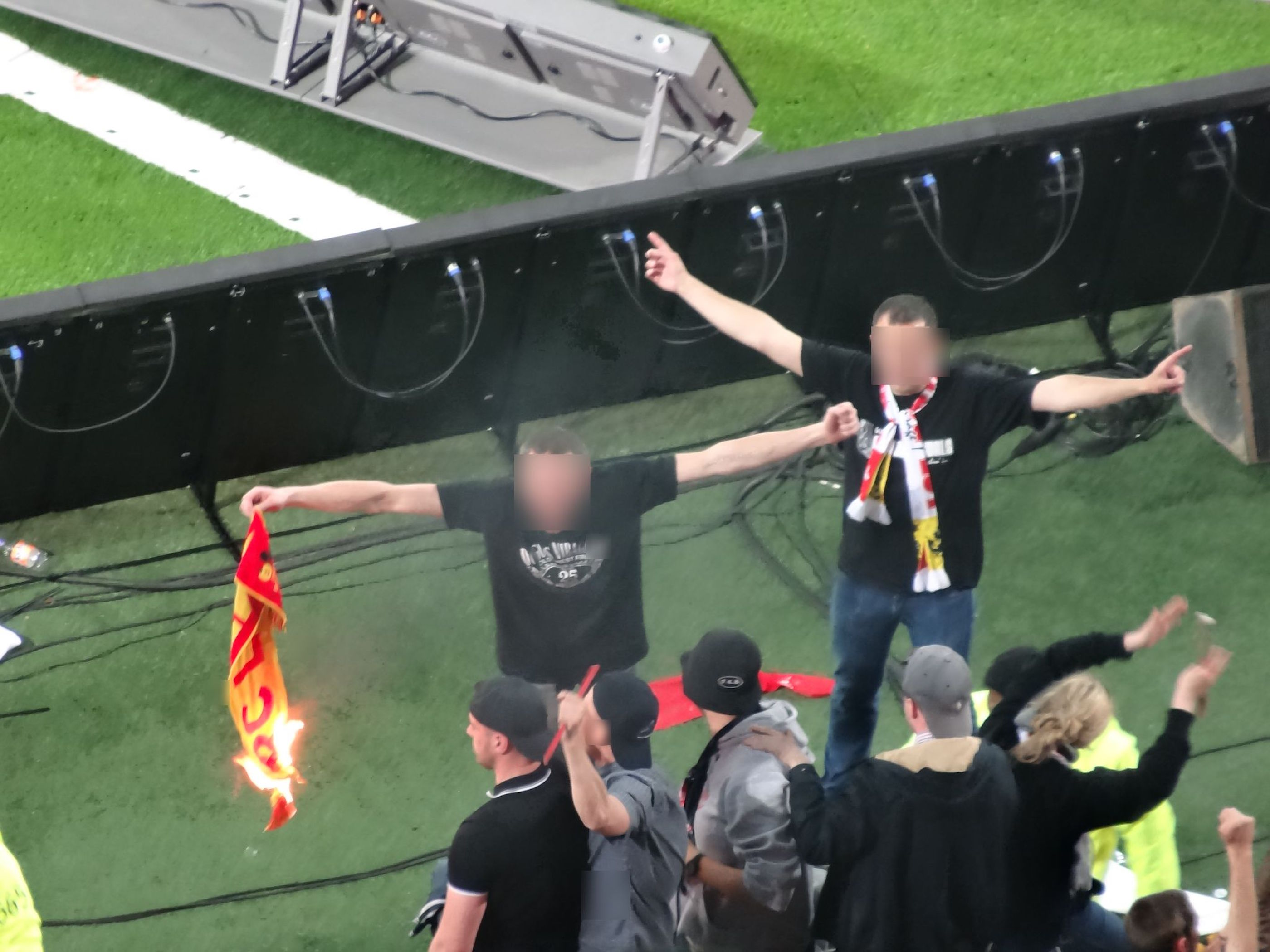
Supporter lillois brulant une écharpe de Lens.

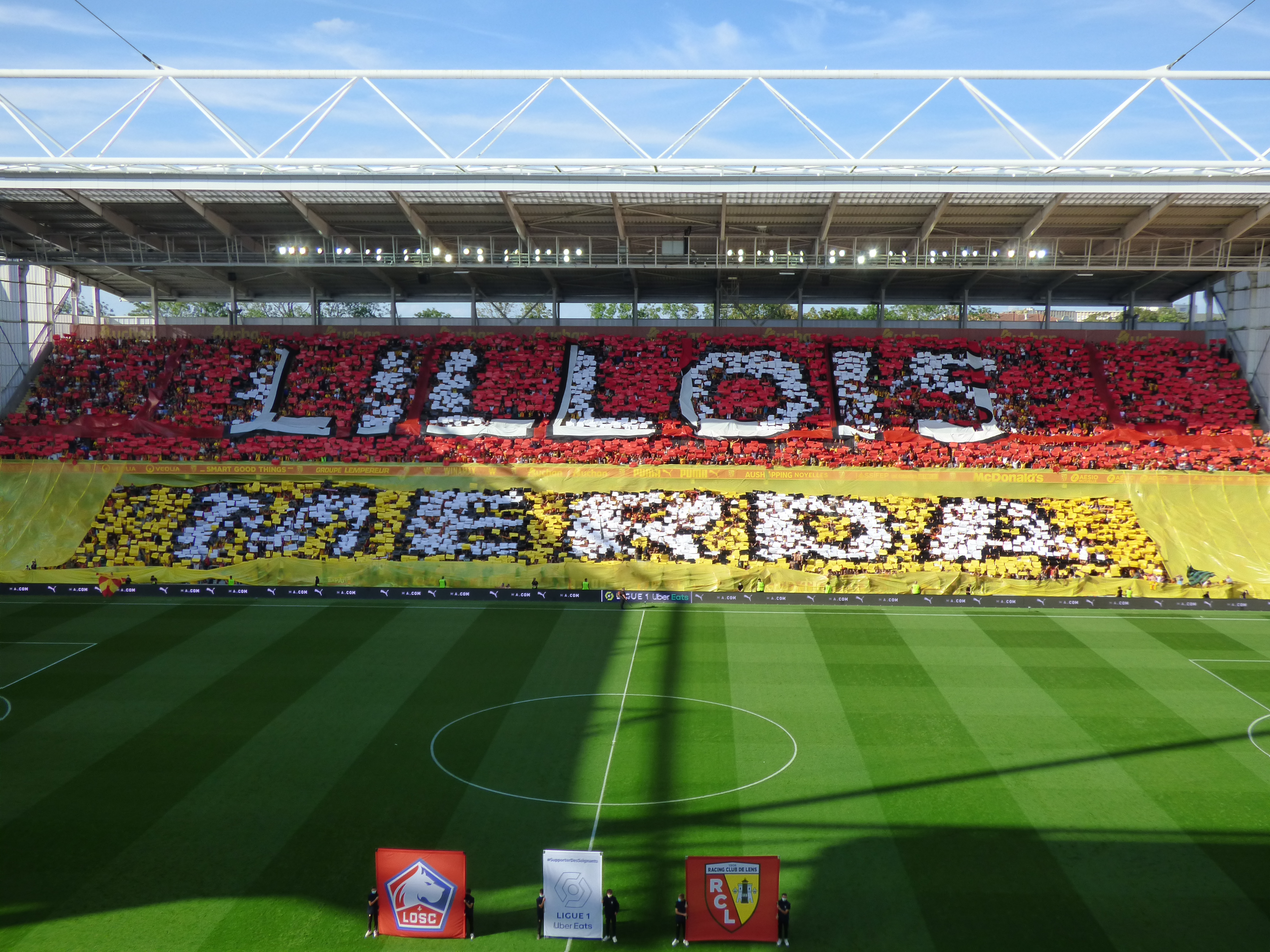
Tifo ant-lillois, à Lens en 2021.

Le 17 février 1946, 18 000 spectateurs se massent au stade Victor-Boucquey de Lille pour suivre le derby face à Lens. Nombre de spectateurs sont placés sur les toits des tribunes. Sous le poids de ces spectateurs, un de ces toits s'effondre. 53 blessés sont à déplorer, mais aucun mort. La rencontre put même aller à son terme. Après cet accident à l'issue jugée miraculeuse, le stade Victor-Boucquey sera rénové puis rebaptisé stade Henri-Jooris.
Bien que l'opposition entre les fans des deux équipes reste souvent bon enfant, et qu'il y ait parfois des gestes de rapprochement, la rivalité n'en demeure pas moins réelle et l'atmosphère durant leurs rencontres est souvent électrique.
Lors des matchs entre les deux équipes, les supporters visiteurs sont particulièrement encadrés afin d'éviter tout débordement.
Malgré les dispositifs policiers et sécuritaires, le 113e derby joué à Lens est marqué par de nombreuses provocations entre supporters des deux équipes, suivies d'un envahissement du terrain par les supporters lensois venus en découdre avec leurs adversaires. Ces débordemenets survenus à la mi-temps entrainent un retard d'une demi-heure du coup d'envoi de la seconde période.